# Ngày Chiến thắng (9 tháng 5)
Bản mẫu:Hộp chiến dịch Chiến tranh Xô–Đức
Ngày Chiến thắng là ngày lễ kỷ niệm chiến thắng của Liên Xô trước Đức Quốc xã vào năm 1945. Ngày lễ này được tổ chức lần đầu tiên tại 15 nước cộng hòa thuộc Liên Xô sau khi ký Văn kiện Đầu hàng của Đức Quốc xã vào cuối buổi tối ngày 8 tháng 5 năm 1945 (ngày 9 tháng 5 Giờ Moskva). Chính phủ Liên Xô tuyên bố chiến thắng vào sáng sớm ngày 9 tháng 5 sau lễ ký kết tại Berlin. Mặc dù ngày lễ đầu tiên chính thức diễn ra vào năm 1945, nhưng phải đến năm 1965, ngày lễ này mới trở thành ngày lễ không phải ngày lao động.
Ở Đông Đức, ngày 8 tháng 5 được coi là Ngày Giải phóng từ năm 1950 đến năm 1966, và được tổ chức lại vào lễ kỷ niệm lần thứ 40 vào năm 1985. Năm 1967, một "Ngày Chiến thắng" theo phong cách Liên Xô được tổ chức vào ngày 8 tháng 5. Từ năm 2002, tiểu bang Mecklenburg-Vorpommern của Đức đã tổ chức một ngày kỷ niệm được gọi là Ngày Giải phóng khỏi Chủ nghĩa Quốc xã và Ngày Kết thúc Chiến tranh thế giới thứ hai.
Liên bang Nga đã chính thức công nhận ngày 9 tháng 5 kể từ khi thành lập vào năm 1991 và coi đây là ngày lễ không làm việc ngay cả khi nó rơi vào cuối tuần (trong trường hợp đó, bất kỳ thứ Hai nào sau đó sẽ là ngày lễ không làm việc). Ngày lễ này cũng được tổ chức tương tự khi đất nước này còn là một phần của Liên Xô. Hầu hết các quốc gia khác ở châu Âu đều kỷ niệm Ngày Chiến thắng ở châu Âu (Victory in Europe Day, thường được viết tắt là VE Day) vào ngày 8 tháng 5 và Ngày châu Âu vào ngày 9 tháng 5 là ngày tưởng niệm hoặc ngày chiến thắng của quốc gia.

## Lịch sử

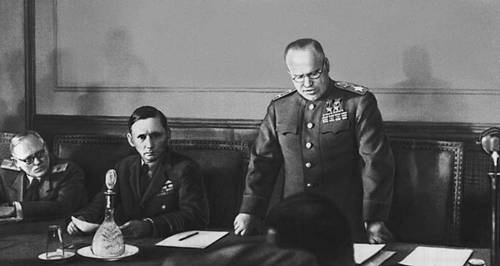
Thống chế Zhukov đang đọc bản đầu hàng của Đức. Ngồi bên phải ông là Thống chế Không quân Arthur Tedder.

Thống chế Keitel ký các điều khoản đầu hàng đã được phê chuẩn cho quân đội Đức

"Cờ Chiến thắng #5", được dựng lên trên mái nhà của tòa nhà Reichstag

Văn kiện Đầu hàng của Đức Quốc xã đã được ký hai lần. Một văn bản đầu tiên đã được ký tại Reims vào ngày 7 tháng 5 năm 1945 bởi Alfred Jodl (tổng tham mưu trưởng OKW của Đức) cho Đức, Walter Bedell Smith, thay mặt cho Tổng tư lệnh tối cao Lực lượng viễn chinh Đồng minh, và Ivan Susloparov, thay mặt cho Bộ tư lệnh tối cao Liên Xô, trước sự chứng kiến của Thiếu tướng Pháp François Sevez với tư cách là nhân chứng chính thức. Vì Bộ tư lệnh tối cao Liên Xô không đồng ý với văn bản đầu hàng, và vì Susloparov, một sĩ quan cấp thấp, không được phép ký văn bản này, nên Liên Xô đã yêu cầu một văn bản đầu hàng thứ hai, đã được sửa đổi, được ký tại Berlin. Joseph Stalin tuyên bố rằng Liên Xô coi sự đầu hàng của Reims là một văn bản sơ bộ, và Dwight D. Eisenhower ngay lập tức đồng ý với điều đó. Một lập luận khác là một số quân Đức coi văn bản đầu hàng của Reims chỉ là sự đầu hàng đối với Đồng minh phương Tây, và giao tranh vẫn tiếp tục ở phía Đông, đặc biệt là ở Prague.
[Trích lời Stalin:] Hôm nay, tại Reims, người Đức đã ký vào văn bản đầu hàng vô điều kiện sơ bộ. Tuy nhiên, đóng góp chính là của người dân Liên Xô chứ không phải của Đồng minh, do đó, văn bản đầu hàng phải được ký trước Bộ tư lệnh tối cao của tất cả các quốc gia của liên minh chống Hitler, chứ không chỉ trước Bộ tư lệnh tối cao của Lực lượng Đồng minh. Hơn nữa, tôi không đồng ý rằng văn bản đầu hàng không được ký tại Berlin, nơi là trung tâm của cuộc xâm lược của Đức Quốc xã. Chúng tôi đã nhất trí với Đồng minh coi nghị định thư Reims là sơ bộ.

Một buổi lễ đầu hàng thứ hai được tổ chức tại một dinh thự còn sót lại ở ngoại ô Berlin vào cuối ngày 8 tháng 5, khi đó đã là ngày 9 tháng 5 tại Moskva do chênh lệch múi giờ. Thống chế Wilhelm Keitel, chỉ huy OKW, đã ký vào Văn kiện đầu hàng cuối cùng của Đức, cũng được Thống chế Georgy Zhukov ký thay mặt cho Bộ tư lệnh Tối cao của Hồng quân và Thống chế Không quân Arthur Tedder, thay mặt cho Lực lượng Viễn chinh Đồng minh, trước sự chứng kiến của Tướng Carl Spaatz và Tướng Jean de Lattre de Tassigny, với tư cách là nhân chứng. Văn kiện đầu hàng được ký tại trụ sở Quân đội Liên Xô ở Karlshorst. Cả hai phiên bản tiếng Anh và tiếng Nga của văn kiện đầu hàng được ký tại Berlin đều được coi là văn bản xác thực.
Văn bản sửa đổi của Berlin về văn bản đầu hàng khác với văn bản sơ bộ được ký tại Reims ở chỗ quy định rõ ràng về việc giải trừ hoàn toàn tất cả lực lượng quân sự Đức, bàn giao vũ khí của họ cho các chỉ huy quân sự Đồng minh địa phương.
Cả hai văn bản đầu hàng Reims và Berlin đều quy định rằng các lực lượng dưới sự kiểm soát của Đức phải ngừng các hoạt động tích cực vào lúc 23:01 giờ CET ngày 8 tháng 5 năm 1945. Tuy nhiên, do sự khác biệt giữa múi giờ Trung Âu và Moskva, ngày kết thúc chiến tranh được kỷ niệm vào ngày 9 tháng 5 tại Liên Xô và hầu hết các nước hậu Xô Viết.
Để kỷ niệm chiến thắng trong chiến tranh, buổi lễ diễu hành Chiến thắng ở Moskva năm 1945 đã được tổ chức tại thủ đô Liên Xô vào ngày 24 tháng 6 năm 1945.

## Kỷ niệm ngày chiến thắngPhát xít ĐứcởLiên Xôtrước đây và các nướcSNGhiện nay

### TạiMoskvavàNga
Đêm mùng 8 rạng ngày 9 tháng 5 năm 1945, ở các thành phố lớn của tất cả các nước cộng hoà trong Liên bang Xô viết và nhiều vùng nông thôn cho đến những nơi đóng quân của quân đội Liên Xô tại Đông Âu, tại Viễn Đông, người Liên Xô hầu như không ngủ. Cũng giống như ngày 22 tháng 6 năm 1941, họ tụ tập quanh các loa phóng thanh công cộng chờ nghe tuyến bố của Chính phủ Liên Xô. Đúng 1 giờ 45 phút, Yu. B. Levitan, phát thanh viên nổi tiếng của Đài phát thanh Moskva, từng bị Joseph Goebbels thề độc rằng ông sẽ bị treo cổ trước tiên nếu quân Đức chiếm được Moskva, đã trực tiếp đọc tại phòng bá âm của Đài phát thanh Moskva bản nhật lệnh đặc biệt của Bộ Tổng tư lệnh tối cao quân đội Liên Xô và tuyên bố đặc biệt của Chính phủ Liên Xô về việc nước Đức Quốc xã đã ký văn kiện xác nhận sự đầu hàng không điều kiện; và cuộc Chiến tranh Vệ quốc vĩ đại của nhân dân Liên Xô đã thành công. Để tránh sự nhầm lẫn, các văn bản này được đọc hai lần; đồng thời được Cục Thông tin Liên Xô phát đi bằng điện báo trên toàn thế giới. Lúc 2 giờ 00 phút, Moskva chào mừng Ngày Chiến thắng bằng màn pháo hoa cấp đặc biệt, màn pháo hoa lớn nhất để mừng chiến thắng kể từ ngày 5 tháng 8 năm 1943 khi lần đầu tiên, nghi thức này được thực hiện bởi một sắc lệnh của Stalin. Từ 2 giờ đến 2 giờ 45 phút ngày 9 tháng 5, bầu trời Moskva được chiếu sáng bởi hàng vạn quả pháo hoa được bắn từ 1.000 khẩu đại bác, mỗi khẩu bắn 30 loạt đạn.

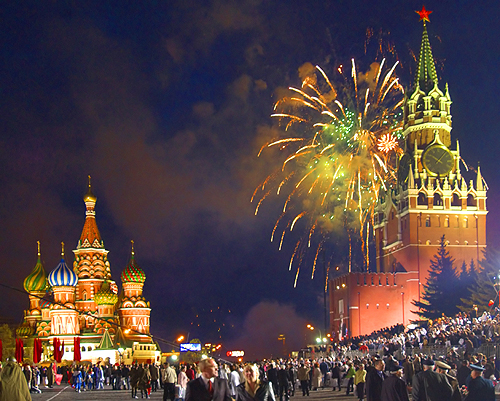
Đêm pháo hoa mừng Ngày chiến thắng tại thủ đô Moskva, 9 tháng 5 năm 2005

Mặc dù sự kiện Ngày Chiến thắng được ghi dấu ấn đầu tiên năm 1945 nhưng đến năm 1947, ngày 9 tháng 5 mới được nhà nước Liên Xô công nhận là một ngày kỷ niệm cấp quốc gia. Trước đó, buổi lễ mừng chiến thắng đầu tiên đã được tổ chức nhưng không nhằm ngày 9 tháng 5 mà vào ngày 24 tháng 6 năm 1945 tại Quảng trường Đỏ với đội ngũ đại diện cho 11 phương diện quân (vào thời điểm năm 1945), Quân đội Ba Lan và quân đoàn Cossack Kuban tham gia diễu binh với đội hình 13 trung đoàn, do các tư lệnh hoặc tham mưu trưởng phương diện quân, tư lệnh quân đội, quân đoàn dẫn đầu. Điểm đặc sắc nhất của lần kỷ niệm độc nhất vô nhị này là hơn 200 binh sĩ Liên Xô mang theo hơn 200 lá quân kỳ thu được của các sư đoàn quân đội Đức Quốc Xã và lực lượng SS với tư thế cầm chúc mũi cờ xuống đất. Lần lượt 200 lá quân kỳ Đức Quốc Xã diễu qua mặt đường đá đẫm nước mưa của Quảng trường Đỏ và cuối cùng, được ném xuống thành một đống trước cửa Lăng Lenin. Một số nhà báo phương Tây cho rằng đây là một hành động hạ nhục quân đội Đức Quốc Xã. Còn nhà báo Liên Xô Boris Polevoy thì cho biết sự việc này làm ông nhớ đến Nguyên soái Mikhail Illarionovich Kutuzov sau khi đuổi quân đội của Hoàng đế Pháp Napoléon Bonaparte khỏi biên giới Nga đã ra lệnh thu các quân kỳ của người Pháp lại và hạ chúc mũi các là cờ đó trước con ngựa bạch của ông. Trong khi đó, các phương tiện truyền thông Liên Xô cho rằng đây là một hành động báo công trước vị lãnh tụ quá cố Vladimir Ilyich Lenin.

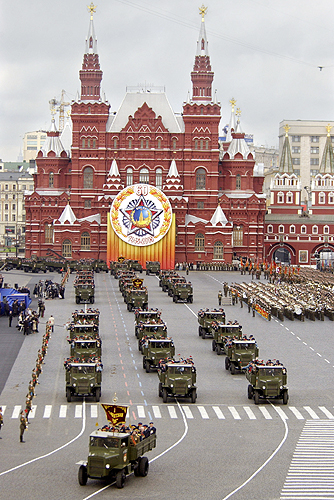
Ngày 9 tháng 5 năm 2005, đoàn cựu chiến binh các Phương diện quân (Liên Xô cũ) diễu hành trên những chiếc xe được thiết kế giống loại xe GAZ A-A cũ đã sử dụng trong cuộc diễu binh ngày 7 tháng 11 năm 1941

Từ sau khi Stalin mất đến năm 1964, ngày 9 tháng 5 hàng năm chỉ được tổ chức kỷ niệm bằng các buổi lễ và các cuộc gặp mặt, thăm viếng các nghĩa trang, đặt hoa ở Đài liệt sĩ vô danh dưới chân tường Điện Kremlin và một số di tích chiến tranh quan trọng trong đó có di tích Pháo đài Brest, di tích "Con đường sống" ở Leningrad và thắng tích "Ngọn đuốc vĩnh cửu" trên đồi Mamayev ở Volgograd. Bắt đầu từ năm 1965 cho đến năm 1985, ngày 9 tháng 5 được tổ chức long trọng hơn tại Moskva với các cuộc diễu hành quần chúng. Các cuộc diễu binh chỉ tổ chức vào các năm 1965, 1985 và 1990. Sau khi Liên Xô tan rã, lần đầu tiên, Chính phủ Nga tổ chức lại cuộc diễu binh kết hợp với diễu hành quần chúng ngày 9 tháng 5 năm 1995 tại Quảng trường Đỏ. Năm 2001, Tổng thống Nga Vladimir Putin ra sắc lệnh về Ngày Chiến thắng là ngày lễ cấp quốc gia thường niên của Nga và ngày 9 tháng 5 năm đó được tổ chức diễu hành, duyệt đội ngũ quân sự nhưng không diễu hành các trang bị kỹ thuật quân sự. Ba năm sau đó, nước Nga đều tiến hành kỷ niệm cấp quốc gia ngày 9 tháng 5 theo thông lệ này.
Ngày 9 tháng 5 năm 2005, lần đầu tiên, các cựu chiến binh Liên Xô cũ đến dự lễ kỷ niệm Ngày Chiến thắng được bố trí ngồi trên những chiếc ô tô GAZ A-A để diễu qua Quảng trường Đỏ đúng như gần 60 năm trước đó, họ tham gia cuộc duyệt binh lịch sử ngày 7 tháng 11 năm 1941 cũng từ Quảng trường Đỏ và đi thẳng ra mặt trận trong Chiến dịch Moskva. Cũng tại lễ kỷ niệm Ngày Chiến thắng năm 2005, người Nga đã dùng một màn trình diễn sân khấu hoá do hai trung đoàn tân binh tham gia với trang phục đúng như của Hồng quân năm 1941 để tái hiện hình ảnh các đơn vị Hồng quân Liên Xô chiến đấu đẩy lùi Phát xít Đức khỏi chân thành trì Moskva 60 năm về trước. Một số máy bay chiến đấu mới của Nga cũng tham gia các màn trình diễn trên không.
Ngày 9 tháng 5 năm 2008, một lễ kỷ niệm với quy mô hoành tráng nhất kể từ sau khi Liên Xô tan rã được tổ chức tại Quảng trường Đỏ với sự xuất hiện của hàng loạt các vũ khí quan trọng như tên lửa đạn đạo liên lục địa RT-2UTTKh "Topol-M", tên lửa đạn đạo chiến thuật 9K720 Iskander, hệ thống pháo phản lực bắn loạt BM-30 Smerch, hệ thống tên lửa phòng không tầm ngắn Tor-M1, hệ thống phòng không liên hợp di động 9K22 Tunguska, xe chiến đấu bộ binh BMP-3, pháo tự hành 2S19 Msta, máy bay ném bom chiến lược Tupolev Tu-95, máy bay tiêm kích Su-27 và MiG-29, máy bay tiếp dầu trên không Ilyushin Il-78. Đoàn xe quân sự không chỉ diễu qua Quảng trường Đỏ mà còn diễu binh qua Đại lộ Arbat mới, đại lộ hiện đại nhất của Moskva.

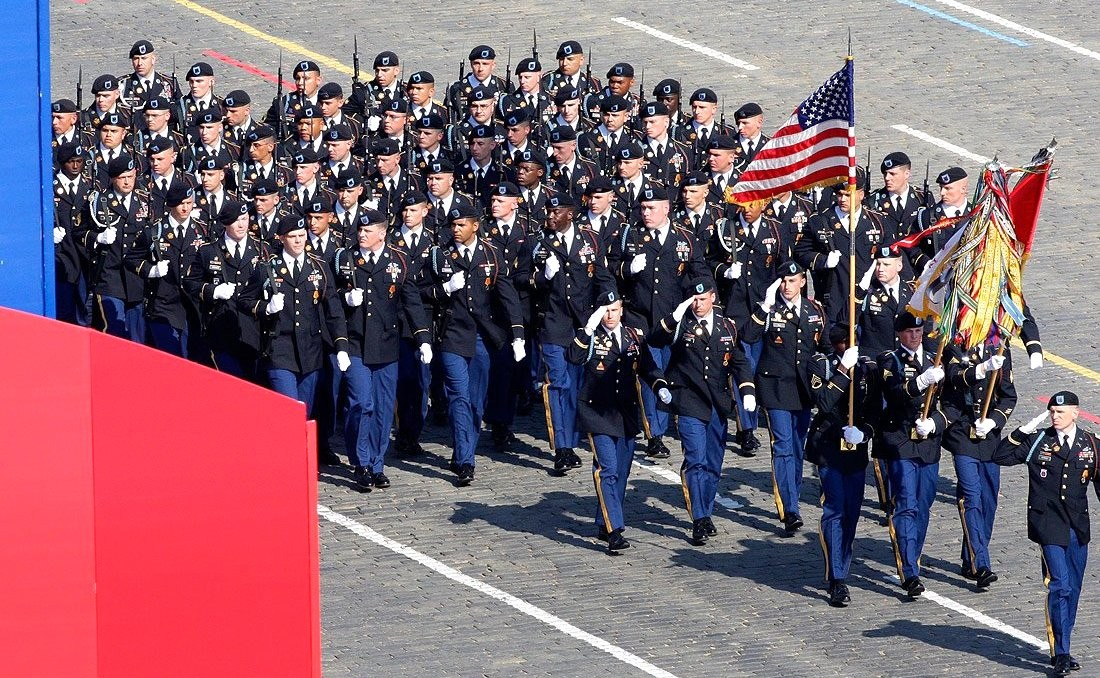
Quân đội Hoa Kỳ tham gia diễu binh ngày 9-5-2010 tại Quảng trường Đỏ (Moskva)

Ngày 9 tháng 5 năm 2009, một lễ kỷ niêm với quy mô hoàng tráng không thua kém lễ kỷ niệm năm 2008, toàn bộ cựu chiến binh Nga và các nước SNG trong cuộc Chiến tranh Vệ quốc vĩ đại được mời đã đến Moskva dự lễ (trừ những người đã quá yếu). Tại cuộc diễu binh này, Quân đội Nga tiếp tục giới thiệu các vũ khí mới như các tổ hợp tên lửa phòng không tầm cao S-300 và S-400 Triumf SAM, tổ hợp tên lửa phòng không tầm thấp 9K37 Buk, xe tăng chủ lực T-90.
Đối với người dân Liên Xô (cũ) và các nước Đông Âu, trước năm 1991, ngày 9 tháng 5 là một ngày lễ lớn của Liên Xô và các quốc gia xã hội chủ nghĩa ở Đông Âu. Một điều thú vị là trong khi nhiều nước Cộng hòa thuộc Liên Xô đã chính thức công nhận ngày 9 tháng 5 là ngày nghỉ lễ, thì ở Nga và Ukraina, ngày này chỉ trở thành ngày nghỉ lễ lần lượt vào năm 1963 và 1965. Nếu như ngày 9 tháng 5 rơi vào một trong hai ngày nghỉ cuối tuần (thứ 7 hoặc chủ nhật) thì người dân được nghỉ bù thêm một ngày khác trong tuần (thường là thứ hai).
Cộng đồng người Nga ở hải ngoại cũng xem ngày 9 tháng 5 là một ngày lễ lớn đối với họ - bất chấp việc ngày này bị đối xử như thế nào ở nơi họ đang sống. Cộng đồng người Nga ở Hoa Kỳ, Canada, Estonia, Latvia, Litva  thường tổ chức các cuộc hội họp, mít tinh công khai và thậm chí cả những buổi diễu hành lớn vào ngày này. Trong ngày này, một số kênh truyền hình đa ngôn ngữ của các nước Châu Âu đã phát sóng các bài diễn văn mừng Ngày chiến thắng của Tổng thống Nga và buổi lễ diễu binh trên Quảng trường Đỏ.

### Tại các nướcSNGvàĐông Âuhiện nay

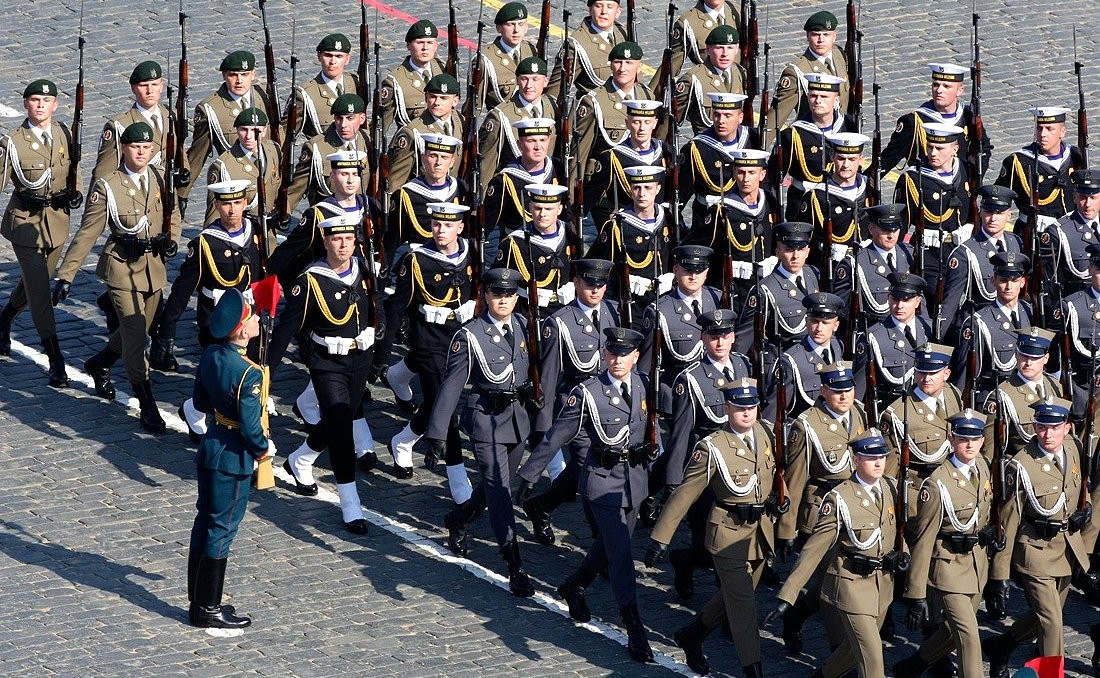
Quân đội Ba Lan tham gia diễu binh kỷ niệm 65 ngày chiến thắng (9-5-2010) tại Quảng trường Đỏ

Sau khi Liên Xô và chế độ xã hội chủ nghĩa ở Đông Âu sụp đổ, nhân dân Nga và nhiều nước thuộc khối SNG vẫn tiếp tục xem ngày 9 tháng 5 như một ngày quốc lễ. Một số chính phủ không đứng ra tổ chức ngày kỷ niệm này nhưng họ lại ủng hộ hoặc ít nhất cũng cho phép các tổ chức chính trị xã hội đứng ra tổ chức. Theo truyền thống, những buổi lễ mừng chiến thắng vẫn được tổ chức vào ngày 9 tháng 5, cùng thời gian với buổi diễu binh ở Quảng trường Đỏ tại thủ đô Moskva của Nga. Những quốc gia thuộc cộng đồng SNG, một số nước phương Tây và các nước Đông Âu sau đây đã công nhận ngày 9 tháng 5 là ngày Chiến thắng, một số nước cho công dân nghỉ lễ, không coi đó là ngày làm việc:
- Cộng hoà Armenia công nhận ngày 9 tháng 5 từ năm 1946;
- Cộng hoà Azerbaijan công nhận ngày 9 tháng 5 từ năm 1946;
- Cộng hoà Belarus công nhận ngày 9 tháng 5 từ năm 1946 và coi đó không phải là ngày làm việc;
- Cộng hoà Estonia công nhận ngày 9 tháng 5 từ năm 1946 đến năm 1990;
- Cộng hoà Gruzia công nhận ngày 9 tháng 5 từ năm 1946;
- Cộng hoà Kazakhstan công nhận ngày 9 tháng 5 từ năm 1947 và đôi khi kết hợp với hai ngày 10 hoặc 11 là ngày quốc lễ khác.
- Cộng hoà Kyrgyzstan công nhận ngày 9 tháng 5 từ năm 1946;
- Cộng hoà Litva công nhận ngày 9 tháng 5 từ năm 1946 đến năm 1990;
- Cộng hoà Latvia công nhận ngày 9 tháng 5 từ năm 1946 đến năm 1990;
- Cộng hoà Moldova công nhận ngày 9 tháng 5 từ năm 1951;
- Cộng hoà Tajikistan công nhận ngày 9 tháng 5 từ năm 1946;
- Cộng hoà Turkmenistan công nhận ngày 9 tháng 5 từ năm 1946;
- Cộng hoà Ukraina công nhận ngày 9 tháng 5 từ năm 1946 và coi đó không phải là ngày làm việc. Qua một luật mới 2015, phi cộng sản hóa, các biểu tượng Liên Xô không còn được phép trưng bày[10][11]
- Cộng hoà Uzbekistan công nhận ngày 9 tháng 5 từ năm 1946 đến năm 1990. Đến năm 1999 khôi phục sự công nhận và gọi đó là "Ngày tưởng niệm và hòa giải".
- Cộng hòa Dân chủ Đức (cũ) và khu vực Đông Berlin công nhận ngày 9 tháng 5 từ năm 1946 đến năm 1990. Sau khi sáp nhập với CHLB Đức chuyển sang kỷ niệm ngày 8 tháng 5.
- Serbia coi ngày 9 tháng 5 là ngày kỷ niệm nhưng vẫn là ngày làm việc. Hiện nay, việc kỷ niệm chỉ giới hạn trong phủ Tổng thống, Bộ Quốc phòng, quân đội và các cựu chiến binh thời kỳ 1939-1945.
- Cộng hoà Srpska, một trong hai chủ thể cấu thành nhà nước Bosna và Hercegovina từ ngày thành lập đã công nhận ngày 9 tháng 5 là Ngày Chiến thắng và xem đó là ngày nghỉ.

### Tại các nước khác
- Ngày 8 tháng 5: Các nước Pháp, Đức,... công nhận là ngày lễ tưởng niệm và kết thúc chiến tranh. Slovakia là ngày Deň víťazstva nad fašizmom (Ngày chiến thắng Phát xít). Cộng hòa Séc công nhận là ngày Den vítězství or Den osvobození (Ngày Giải phóng), Na Uy là ngày "Frigjøringsdagen" (Ngày Giải phóng).
- Ngày 5 tháng 5: Là ngày "Bevrijdingsdag" (Ngày Giải phóng) ở Hà Lan và "Befrielsen" (Ngày Giải phóng) ở Đan Mạch.
- Và Israel công nhận ngày 9 tháng 5 từ năm 2000 .

## Các lễ kỷ niệm tạiNga

### Kỷ niệm Ngày chiến thắng năm 2010 tạiNga

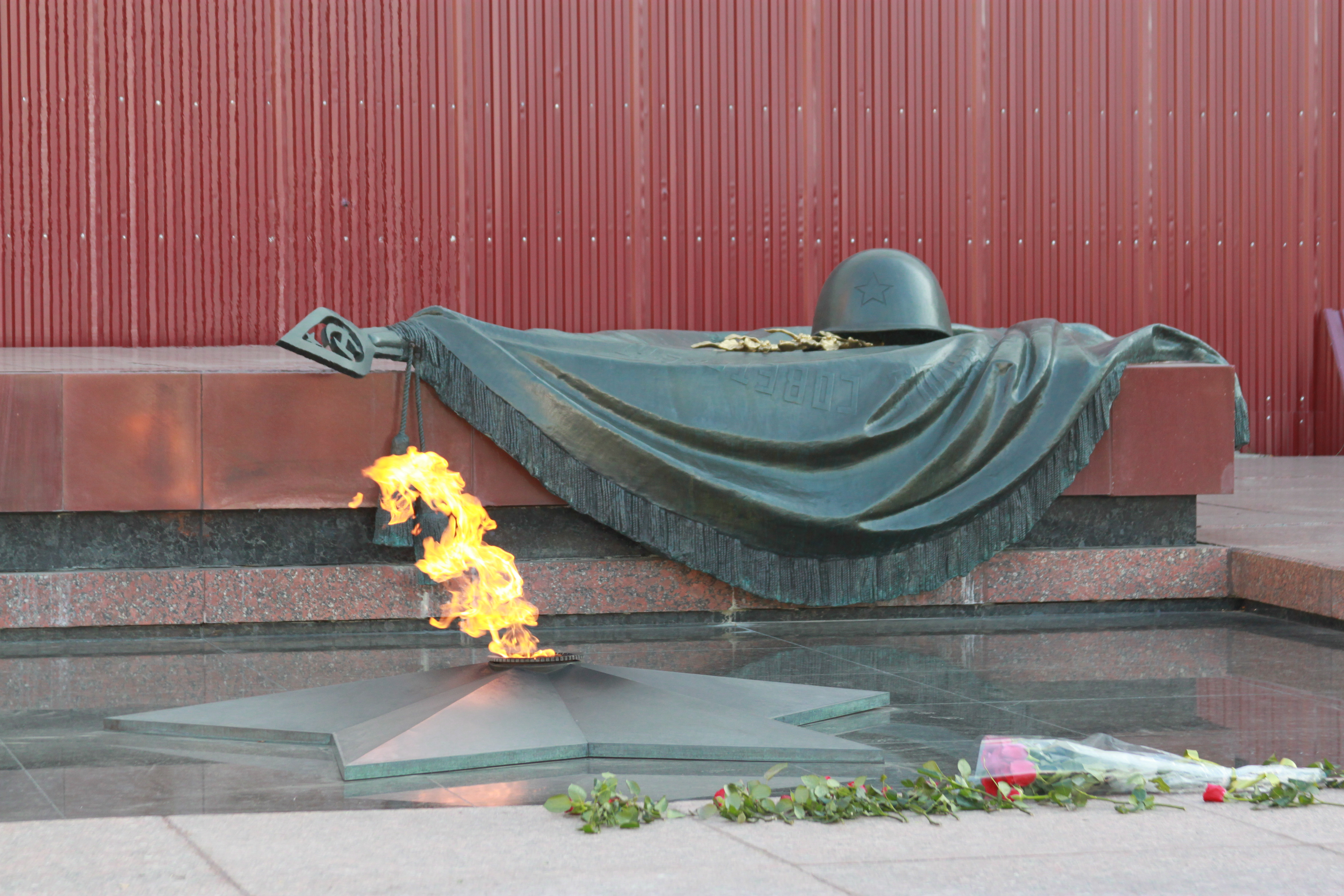
Đài tưởng niệm liệt sĩ vô danh với Ngọn lửa vĩnh cửu dưới chân tường thành Điện Kremlin

Lễ kỷ niệm Ngày chiến thắng năm 2010 có quy mô và ảnh hưởng quốc tế lớn hơn tất cả các lễ kỷ niệm trước đó, kể cả các lễ kỷ niệm diễn ra dưới thời Liên Xô. Theo thông lệ, tất cả các cựu chiến binh của cuộc Chiến tranh Vệ quốc vĩ đại ở Nga và các nước SNG đều được mời đến Moskva dự lễ và được ngồi tại hàng ghế danh dự trên lễ đài. 9 giờ 45 phút (giờ Moskva) ngày 9 tháng 5 năm 2010, Tổng thống Nga Dmitry Medvedev cùng các nguyên thủ quốc gia: Thủ tướng Đức Angela Merkel, Chủ tịch Trung Quốc Hồ Cẩm Đào, Quyền Tổng thống Ba Lan Bronisław Komorowski, Chủ tịch nước Việt Nam Nguyễn Minh Triết, Tổng thống Belarus Aliaksandr Lukašenka, Thủ tướng Ukraina Mykola Azarov, Tổng thống Kazakhstan Nursultan Nazarbayev, Thủ tướng Mông Cổ Sükhbaataryn Batbold, Thủ tướng Azerbaijan Artur Rasizade, Tổng thống Turkmenistan Gurbanguly Berdimuhamedow, Thủ tướng lâm thời Kyrgyzstan Roza Otunbayeva, Tổng thống Uzbekistan Islam Karimov, Tổng thống Tajikistan Emomalii Rahmon, Tổng thống Armenia Serzh Sargsyan, Thủ tướng Litva Andrius Kubilius cùng đại diện chính phủ các nước Hoa Kỳ, Anh, Pháp, Tây Ban Nha, Italia, Ba Lan, Cộng hòa Séc, Bulgaria, Latvia, Estonia và nhiều nước châu Âu khác bước lên lễ đài được dựng trước Lăng Lenin. Đúng 10 giờ (giờ Moskva), lễ kỷ niệm bắt đầu bằng cuộc duyệt đội danh dự của Bộ trưởng Quốc phòng Nga Anatoly Serdyukov theo sự hướng dẫn của Tư lệnh Quân khu Moskva Valery Gerasimov.

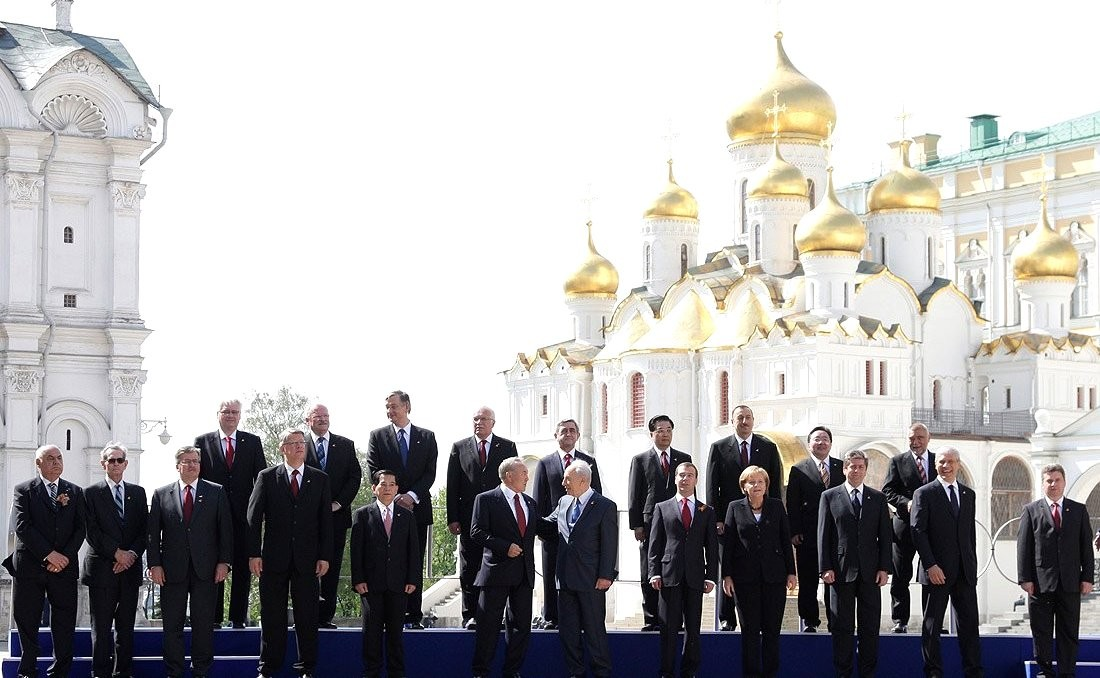
Lãnh đạo các nước dự Lễ kỷ niệm Ngày chiến thắng 9 tháng 5 năm 2010 chụp ảnh lưu niệm trong sân Điện Kremli

Điểm khác biệt đầu tiên của Lễ kỷ niệm Ngày chiến thắng năm 2010 không phải là việc trưng bày các vũ khí hiện đại mới mà là sự tham gia của 102.000 người. 8.729 quân nhân đã tham gia diễu binh. Ngoài Quân đội Nga là chủ yếu, còn có quân nhân thuộc quân đội các nước Đồng Minh chống phát xít Hoa Kỳ, Anh, Pháp và các nước SNG đã cùng với Liên bang Nga trong khuôn khổ Liên bang Xô Viết tham gia cuộc Chiến tranh Vệ quốc Vĩ đại. Phục vụ trong lễ diễu binh có một dàn quân nhạc với quân số 1.100 người, 112 xe quân sự các loại và 70 máy bay quân sự. Trong cuộc diễu binh, có sự tham gia của Đội lễ binh Quân đội Hoàng gia Anh, Đội danh dự Quân đội Hoa Kỳ, quân đội Ba Lan, quân đội Mông Cổ, quân đội các nước thuộc Liên Xô cũ: Ukraina, Belarus, Kazakhstan, Tajikistan, Turkmenistan, Uzbekistan, Armenia, Kyrgyzstan, Azerbaijan. Chỉ có duy nhất một nước cộng hòa thuộc Liên Xô (cũ) không cử đại diện tham gia lễ kỷ niệm này là Gruzia. Lãnh đạo nước này thông báo rằng Nga đã không mời họ. Hải quân Hoa Kỳ cử tàu chiến tham gia lễ kỷ niệm tại Vladivostok. Hải quân Pháp cử tàu chiến tham gia lễ kỷ niệm tại Sevastopol
Điểm khác biệt thứ hai của lễ kỷ niệm ngày 9 tháng 5 năm 2010 là lễ đài tuy được đặt trước lăng Lenin nhưng ngôi lăng được che phủ bằng ba tấm bình phong mang biểu tượng quốc kỳ Nga ở hai bên và biểu tượng Ngày chiến thắng ở chính diện. Các tấm bình phong này đã được dựng lên từ ngày 6 tháng 5 khi diễn ra cuộc tổng duyệt lần cuối cùng.
Điểm khác biệt thứ ba là sau cuộc duyệt binh, Tổng thống Liên bang Nga Dmitry Medvedev mời các nguyên thủ quốc gia và đại diện lãnh đạo các nước đến dự lễ kỷ niệm cùng đến đặt vòng hoa tưởng niệm tại Đài liệt sĩ vô danh dưới chân tường Điện Kremlin. Trong các cuộc kỷ niệm trước đó, nghi thức này diễn ra trước lễ kỷ niệm chính thức tại Quảng trường Đỏ.
Điểm khác biệt cuối cùng là lễ kỷ niệm tại Moskva diễn ra đồng thời với lễ kỷ niệm tại các thành phố lớn ở Nga gồm Sankt-Peterburg, Volgograd, Rostov trên sông Đông, Novorossiysk, Kaliningrad (8 giờ, giờ địa phương) và Vladivostok (6 giờ, giờ địa phương). Các địa điểm ở ngoài nước Nga đồng thời tổ chức lễ kỷ niệm có thủ đô Kiev Ukraina, thủ đô Minsk của Belarus có Quân đội Nga tham gia và các địa điểm Seelow, Tượng đài Chiến binh Xô Viết tại Công viên Treptower và Nhà Quốc hội Đức đều ở Berlin.
Đây cũng là lễ kỷ niệm có chi phí cao nhất so với tất cả các lễ kỷ niệm Ngày chiến thắng tại Nga từ năm 1991 đến nay. Nhà chức trách Moskva công bố đã chi 205.000.000 rúp (tương đương 6.100.000 USD) cho lễ kỷ niệm này.

### Kỷ niệm Ngày chiến thắng năm 2015 tạiNga
Để kỷ niệm ngày chiến thắng lần thứ 70, một cuộc diễu hành đã diễn ra tại Quảng trường Đỏ ở Moskva ngày 09 tháng năm 2015. Các cuộc diễu hành hàng năm đánh dấu sự chiến thắng của Đồng Minh trong Thế chiến thứ hai tại Mặt trận phía Đông, vào cùng ngày với việc ký kết các hành động đầu hàng của Đức Quốc Xã ở Berlin, vào lúc nửa đêm của ngày 09 Tháng 5 năm 1945 (thời gian Nga). Cuộc diễu hành năm 2015 được dự kiến sẽ là một trong những cuộc diễn hành lớn nhất được tổ chức trong lịch sử Nga, là "cơ hội để Kremlin chỉ ra rằng nước Nga - cường quốc đã trở lại" và có ý phô trương sức mạnh quân sự lớn của Nga và trưng bày hàng loạt loại vũ khí mới của mình và với khoảng 16.000 người tham gia diễu binh. Cuộc diễu hành được chủ trì bởi Bộ trưởng Bộ Quốc phòng Nga Sergey Shoigu và Đại tướng Oleg Salyukov, Tổng tư lệnh Lực lượng Vũ trang Liên bang Nga, là người chỉ huy cuộc diễu hành này.

Những nguyên thủ quốc gia đáp ứng lời mời của Chính phủ Nga có mặt tại Moscow vào ngày kỷ niệm 9 tháng 5 năm 2015
Có tham dự Không tham dự Không trả lời.

27 nhà lãnh đạo quốc tế được dự kiến sẽ được tham dự trong năm nay. Trong số những người dự kiến đến sự kiện năm nay là Tổng thống của Serbia Tomislav Nikolic, Chủ tịch nước Trung Quốc Tập Cận Bình, Chủ tịch nước Việt Nam Trương Tấn Sang, Chủ tịch Đoàn chủ tịch Hội nghị Nhân dân Tối cao của Bắc Triều Tiên Kim Yong-nam, Chủ tịch nước Kazakhstan Nursultan Nazarbayev, Tổng thống Ấn Độ Pranab Mukherjee Tổng thống Venezuela Nicolas Maduro, và Tổng thống Ai Cập Abdel Fattah el-Sisi, và lãnh đạo UNESCO và Hội đồng châu Âu, dù lời mời được gửi tới 68 lãnh đạo trên thế giới. Các tin nổi bật trên các trang tin tức Nga trong những ngày này luôn thông báo danh sách các lãnh đạo nhận lời đến Nga dự kỷ niệm này.
Vì không đồng ý với việc sáp nhập Krym của Liên bang Nga năm 2014 và cuộc chiến tiếp theo ở Donbas, tạo sự bất ổn tại miền Đông Ukraina, một số các quốc gia đã từng cùng chiến đấu trong chiến tranh, đặc biệt là những người tham gia cuộc diễu hành năm 2010 đã không tham gia vào lễ kỷ niệm năm 2015, trong đó có Đức, mà thủ tướng Angela Merkel thay vào đó sẽ thăm Moscow vào ngày 10 tháng 5, một ngày sau cuộc diễu hành. Những quốc gia đó sẽ vắng mặt trong lễ kỷ niệm và sẽ chỉ có đại sứ của họ tại Liên bang Nga có mặt trong cuộc diễu hành như là một phần của các đoàn ngoại giao tham dự.
Nhân dịp này, một thăm dò được Trung tâm văn hóa Nga (RCC) ở Washington D.C (Mỹ) tiến hành trong tháng 4 năm 2015 với các công dân Anh, Pháp, Đức với câu hỏi là: "quân đội nước nào đã giải phóng châu Âu khỏi ách phát xít Đức trong Chiến tranh thế giới thứ hai"? Có tới 43% người trả lời là Quân đội Hoa Kỳ, 20% cho là Quân đội Anh, chỉ 13% chỉ ra đó là Hồng quân Liên Xô.

## Kỷ niệm ngày chiến thắngphát xít Đứcở các nước phương Tây
Tại Hoa Kỳ, Anh, Pháp, Đức và nhiều nước phương Tây cũng như một số nước Đông Âu hiện nay, ngày 8 tháng 5 được coi là ngày kỷ niệm chiến thắng trong Chiến tranh thế giới thứ hai. Một số nước như Hà Lan và Đan Mạch lấy ngày 5 tháng 5 để kỷ niệm sự kiện này và gọi là ngày giải phóng.

## Ngày tưởng niệm và ngày hoà giải

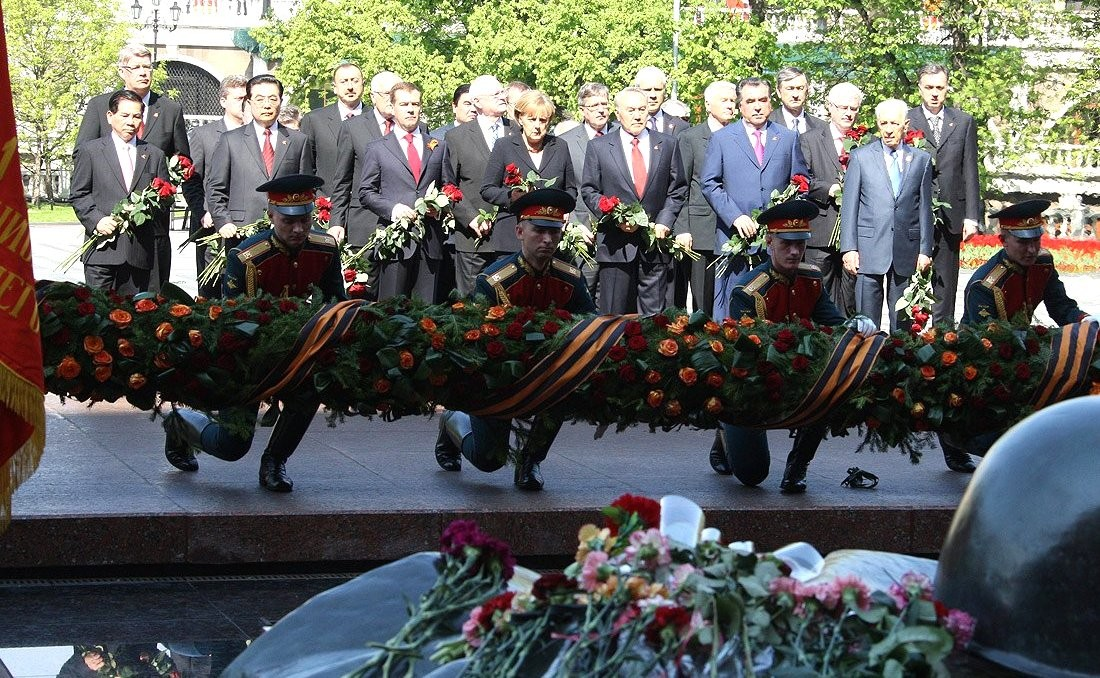
Lãnh đạo các nước trên thế giới tới dự Lễ kỷ niệm 65 năm ngày chiến thắng phát xít Đức tại Moskva đến đặt hoa tại Đài tưởng niệm Liệt sĩ vô danh dưới chân tường Điện Kremlin, ngày 9 tháng 5 năm 2010

Ngày 22 tháng 11 năm 2004, trong phiên họp thường niên, Đại hội đồng Liên hợp quốc đã bàn thảo về việc toàn thế giới tổ chức kỷ niệm 60 năm kết thúc cuộc Chiến tranh thế giới thứ hai (1945-2005), cuộc chiến tranh có quy mô lớn nhất, tàn khốc nhất, làm chết và làm bị thương nhiều người nhất trong lịch sử nhân loại. Các đại biểu đến từ các quốc gia thành viên của Liên Hợp Quốc đều nhất trí nhìn nhận rằng Chiến tranh thế giới thứ hai là thảm hoạ chưa từng có trong lịch sử loài người với khoảng 100 triệu người chết (kể cả những người chết do ảnh hưởng gián tiếp của chiến tranh), hàng trăm triệu người chịu thương tật, hàng trăm triệu người mất nhà cửa. Từ nhận thức đó, cần phải xem Ngày Chiến thắng không chỉ là chiến thắng của các cường quốc đã đánh bại chủ nghĩa phát xít mà còn phải xem đó là ngày mà toàn nhân loại tưởng niệm các nạn nhân của cuộc chiến tranh này và là ngày nhân loại hoà giải để vĩnh viễn không bao giờ để xảy ra một cuộc chiến tranh thế giới mới mà hậu quả của nó có thể dẫn đến sự diệt vong của loài người.
Đó là những ý tưởng ban đầu để kết thúc phiên họp toàn thể cuối năm 2004, Đại hội đồng Liên hợp quốc ra một bản tuyên bố chung về kỷ niệm 60 năm kết thúc cuộc Chiến tranh thế giới thứ hai và sau đó, là một Nghị quyết về Ngày Tưởng niệm và Ngày Hoà giải. Không chỉ với ý nghĩa là Ngày Chiến thắng, các ngày 8 và 9 tháng 5 còn được coi là Ngày Tưởng niệm và Ngày Hoà giải để tưởng nhớ các nạn nhân đã chết trong cuộc Chiến tranh thế giới thứ hai và để thực hiện sự hoà giải giữa các dân tộc. Ngày Tưởng niệm và Ngày Hoà giải này được xác lập bằng Nghị quyết số A/RES/59/26 ngày 22 tháng 11 năm 2004 của Đại hội đồng Liên hợp quốc nhân dịp kỷ niệm 60 năm kết thúc cuộc chiến tranh thế giới thứ hai trong năm 2005. Mặc dù không có tính ràng buộc về pháp lý nhưng bằng Nghị quyết № A/RES/59/26, Đại hội đồng Liên hợp quốc nhất trí khuyến cáo các nước thành viên, các tổ chức phi chính phủ và các cá nhân, cùng với việc tổ chức ngày chiến thắng (ngày 8 hoặc ngày 9 tháng 5) cũng nên tổ chức song song lễ tưởng niệm các nạn nhân của cuộc Chiến tranh thứ giới thứ hai.

## Kỷ niệm ngày chiến thắng trong văn hoá đại chúngĐông Âu

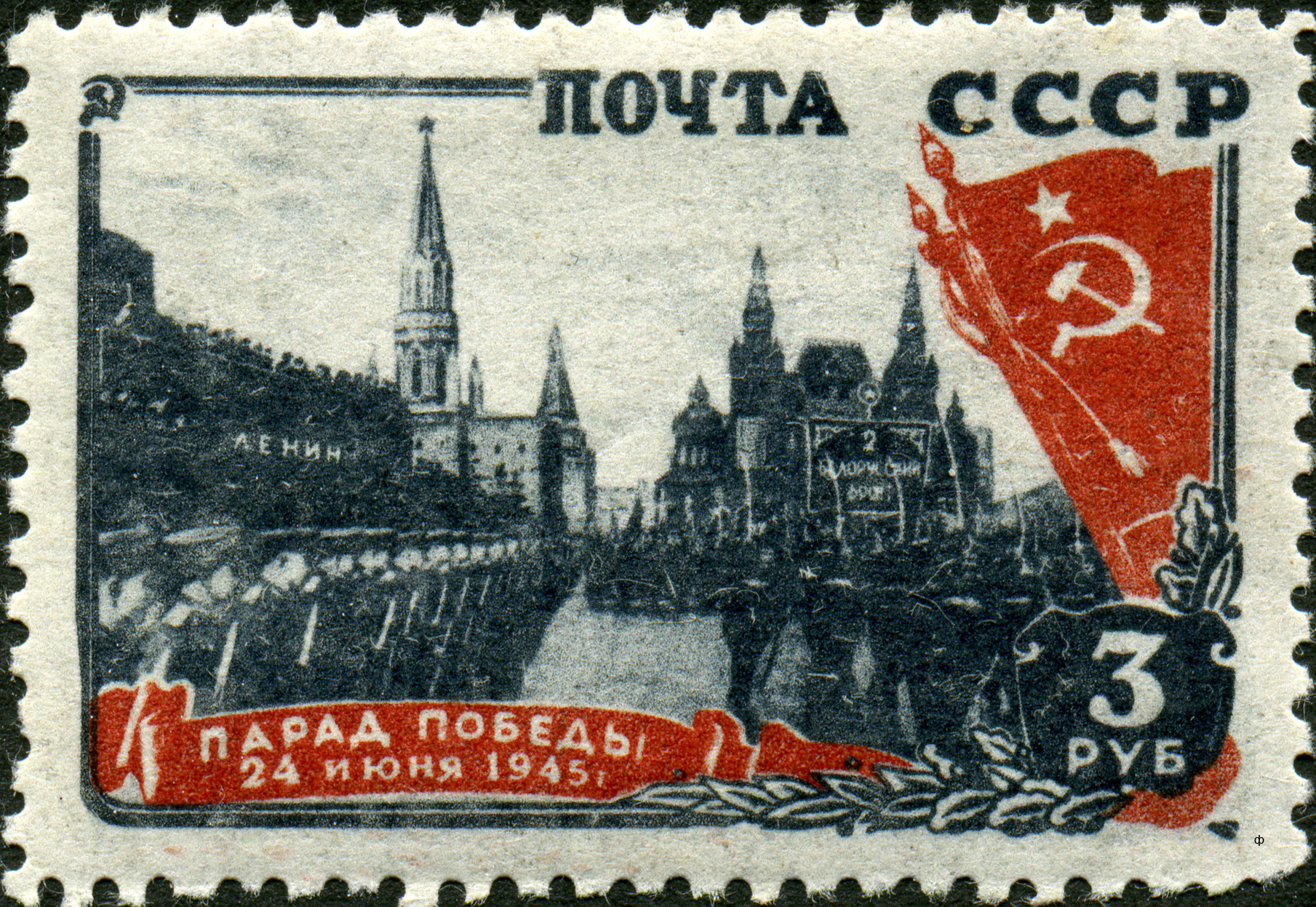
Tem của Liên Xô phát hành nhân dịp kỷ niệm Ngày Chiến thắng năm đầu tiên - 1946
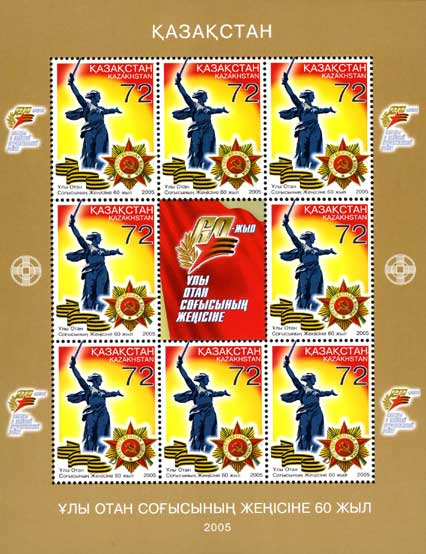
Tem khối của Kazakhstan năm 2005
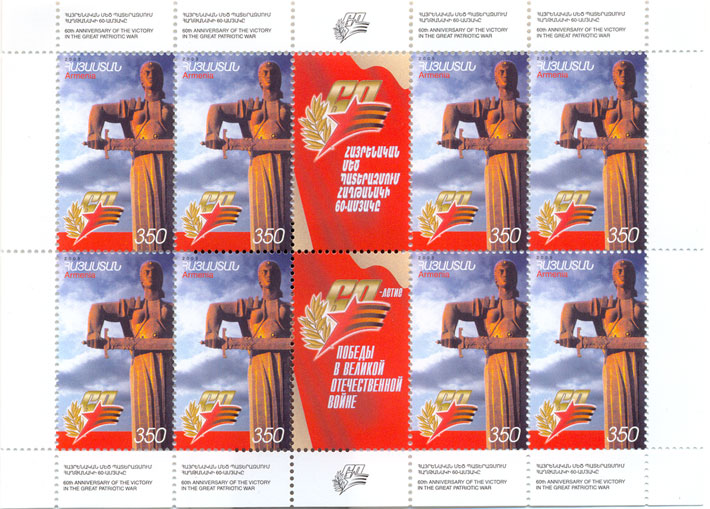
Tem khối của Armenia năm 2005
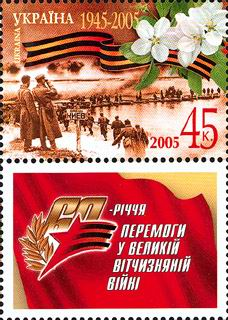
Tem đôi của Ukraina năm 2005
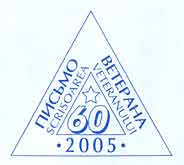
Tem đơn của Moldavia có hình bức thư được gấp ba cạnh, dấu hiệu thư của chiến binh gửi từ mặt trận.
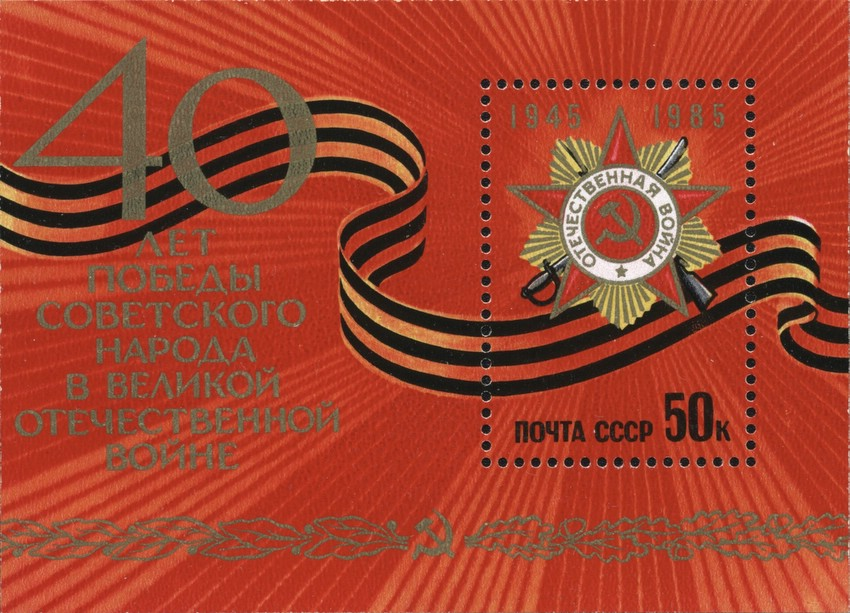
Tem khối của Liên Xô cũ năm 1985
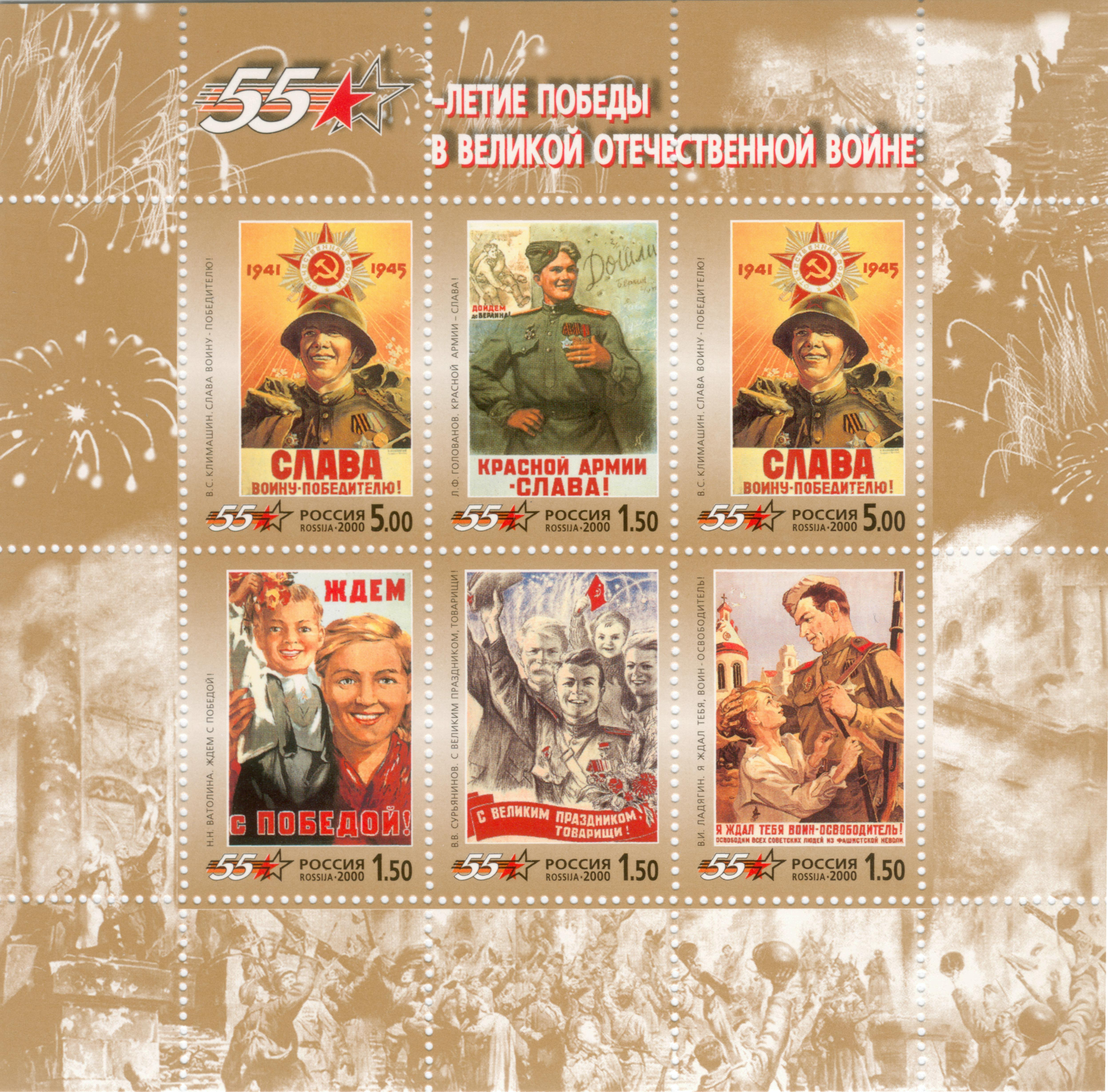
Tem khối của Nga năm 2000
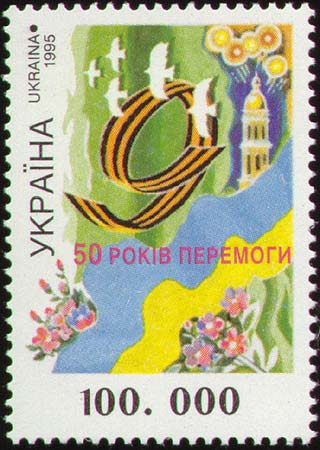
Tem đơn của Ukraina năm 1995
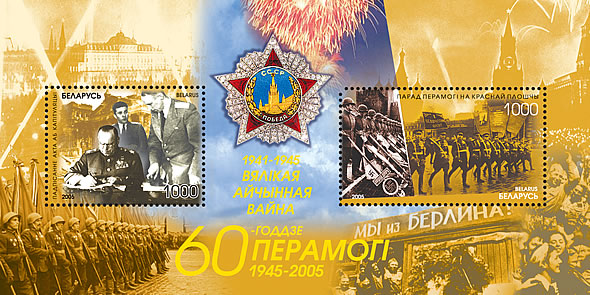
Tem khối của Belarus năm 2005
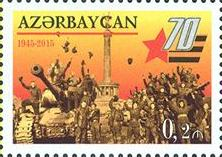
Tem đơn của Azerbaijan năm 2015

### Tiếng Anh
- Nội dung văn bản đầu hàng sơ bộ của nước Đức Quốc xã ký tại Reims ngày 7 tháng 5 năm 1945
- Nội dung văn bản đầu hàng toàn bộ của nước Đức Quốc xã ký tại Berlin ngày 8 tháng 5 năm 1945
- Bài báo về Ngày chiến thắng ở châu Âu trên báo điện tử The Economist[liên kết hỏng] (cần phải đăng nhập để xem)

### Tiếng Nga
- Наша Победа. День за днём Lưu trữ ngày 16 tháng 2 năm 2008 tại Wayback Machine
- Песни Победы - Сборник военных песен для прослушивания в режиме он-лайн
- Мультимедийная карта войны и список живущих ветеранов по состоянию на 9 мая 2005 года.
- Государственные архивы, хранящие фотодокументы о Великой Отечественной войне Lưu trữ ngày 18 tháng 3 năm 2009 tại Wayback Machine
- Проект, посвященный Дню Победы в ВОВ
- Сайт, посвящённый 60-летию Дня Победы Lưu trữ ngày 28 tháng 4 năm 2010 tại Wayback Machine
- Статья «День Победы» Lưu trữ ngày 26 tháng 5 năm 2009 tại Wayback Machine на сайте «Праздники России»
- День Победы. Акция Георгиевская лента On-Line" Lưu trữ ngày 9 tháng 2 năm 2009 tại Wayback Machine
- История советских открыток ко Дню Победы
- Варенников В. И. (2005). "60-летие Победы: уроки истории и современность" (PDF). Знание. Понимание. Умение (bằng tiếng Nga). tr. 51-55. {{Chú thích báo}}: Đã bỏ qua tham số không rõ |số báo= (trợ giúp)
- Ильинский, Игорь Михайлович (2005). "Великая Победа: наследие и наследники" (PDF). Знание. Понимание. Умение (bằng tiếng Nga). tr. 5-18. {{Chú thích báo}}: Đã bỏ qua văn bản “Ильинский И. М.” (trợ giúp)
- 24 tháng 11 năm 2006/8_history.html Генерал, вошедший в историю[liên kết hỏng]
- Обращение И. В. Сталина к народу 9 мая 1945 года
- (Bài hát "Ngày Chiến thắng" do Nghệ sĩ công huân Liên Xô Lev Leshchenko trình bày)
- Bài hát "Ngày Chiến thắng" do nghệ sĩ Nikolai Skorikov (Belarus) thể hiện
- Phim duyệt binh ngày 24-6-1945 mừng chiến thắng tại Moskva (màu)
- Phim duyệt binh và diễu hành kỷ niệm 65 năm Ngày chiến thắng tại Quảng trường Đỏ ngày 9 tháng 5 năm 2010, đêm pháo hoa nghệ thuật và các hoạt động khác trong ngày này (trọn bộ 10 cuốn - 93 phút